# Allan Dykstra
Allan Christopher Dykstra (San Diego, 21 maggio 1987) è un giocatore di baseball statunitense, free agent dal 2015.

## Carriera

### Minor League
Dykstra venne scelto al primo giro del draft amatoriale del 2008 come 23ª scelta dai San Diego Padres. Iniziò nello stesso anno con i Lake Elsinore Storm A+, chiuse con .292 alla battuta, .469 in base, un fuoricampo, 10 RBI, 5 punti "run" e nessuna base rubata in 7 partite. Nel 2009 con i Fort Wayne TinCaps A, finì con .226 alla battuta, .397 in base, 11 fuoricampo, 60 RBI, 71 punti e una base rubata in 125 partite.
Nel 2010 con gli Lake Elsinore Storm A+ finì con .241 alla battuta, .372 in base, 16 fuoricampo, 70 RBI, 54 punti e una base rubata in 113 partite. Nel 2011 con i Binghamton Mets AA con .267 alla battuta, .389 in base, 19 fuoricampo, 77 RBI, 57 punti e una base rubata in 121 partite.
Nel 2012 giocò con due squadre terminando con .261 alla battuta, .420 in base, 7 fuoricampo, 27 RBI, 38 punti e 2 basi rubate in 71 partite . Nel 2013 giocò con i Binghamton Mets AA finendo con .274 alla battuta, .436 in base, 82 RBI, 56 punti e nessuna base rubata in 122 partite.

### Major League
Dykstra ha debuttato nella MLB con i Tampa Bay Rays il 5 aprile 2011.

## Vittorie
Nessuna

## Premi
- Miglior giocatore della Eastern League con i Binghamton Mets (1/09/2013)
- MiLB.com Organization All-Star (2011)
- Post-Season della Eastern League con i Binghamton Mets (29/08/2013)
- Giocatore della settimana della Midwest League con i Fort Wayne TinCaps (24/08/2009).